# Îlot de la Marine
Îlot de la Marine är en halvö i Algeriet.   Den ligger i provinsen Alger, i den norra delen av landet.